# الحاران (السوم)

تعديل مصدري - تعديل

الحاران هي إحدى قرى عزلة السوم بمديرية السوم التابعة لمحافظة حضرموت، بلغ تعداد سكانها 191 نسمة حسب تعداد اليمن لعام 2004.